# 비석섬
비석섬은 경기도 안성시 고삼면 월향리에 소재한 고삼저수지에 떠 있는 경기도의 섬이다. 비석섬이라는 지명의 유래는 옛날 이 곳에서 용이 나왔다는 전설이 있는데, 이것을 기념하기 위하여 비석을 세웠다고 하여 비석섬이 되었다. 근처에는 고삼저수지의 섬들인 동그락섬, 팔자섬이 있으며 고삼저수지에 떠 있는 세 섬 모두 사람이 살지 않는 무인도이다.